# Tronador
Tronador – stacja metra w Buenos Aires, na linii B. Znajduje się pomiędzy stacjami Federico Lacroze a Los Incas. Stacja została otwarta 9 sierpnia 2003.